# 신제국주의

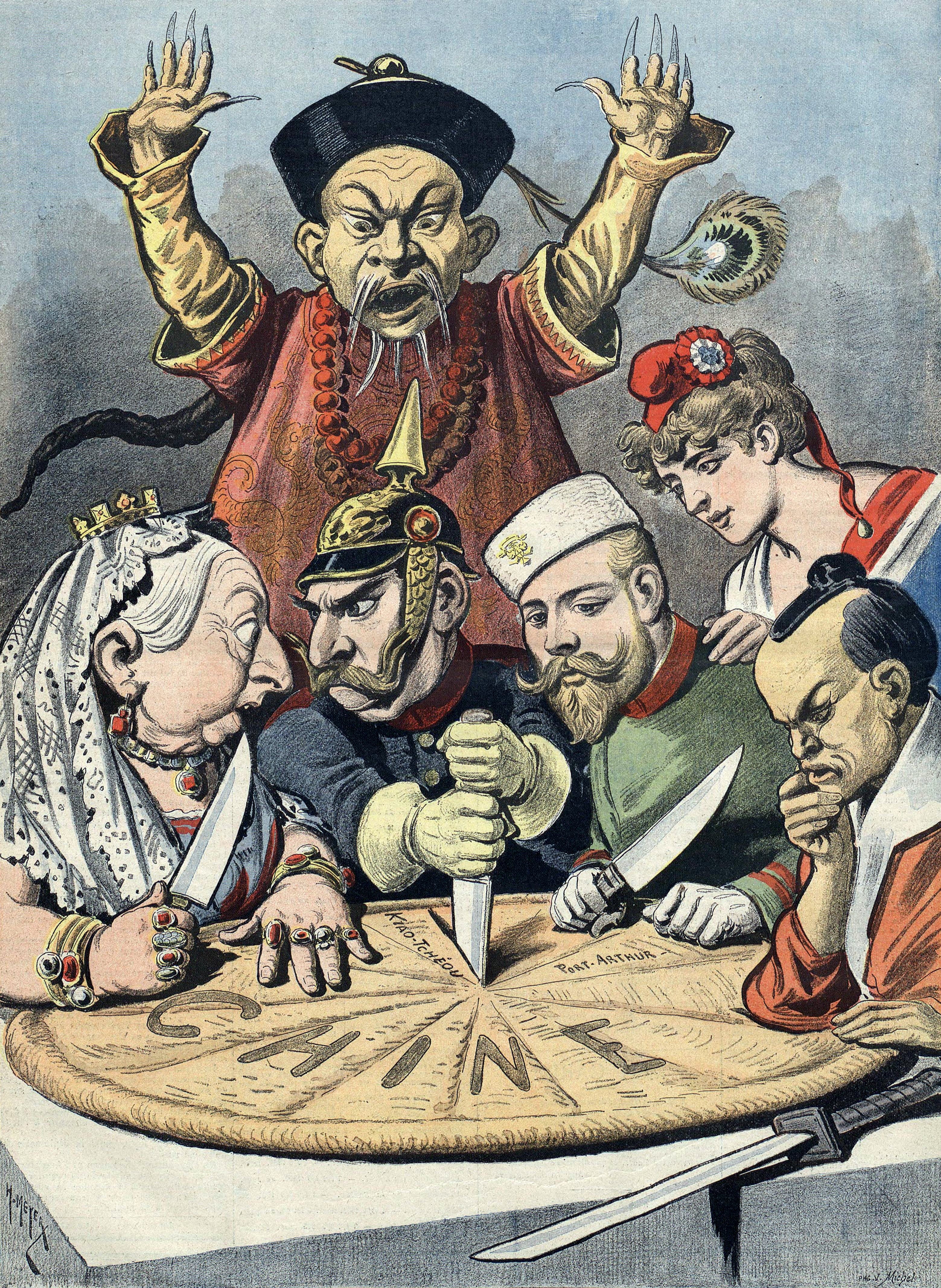

신제국주의(영어: New Imperialism, Neoimperialism, 新帝國主義)는 역사학에서 유럽 강대국들과 미국, 일본이 19세기에서 20세기 사이에 식민지 팽창을 벌였던 시기를 말한다. 신제국주의 시대는 그전까지는 전례가 없었던 해외영토 획득 추구의 시대였다. 이 시대의 국가는 신기술 발전을 동원한 정복을 통해 영토를 확장시키고 확장시킨 영토의 자원을 착취하는 제국을 세우는 것을 목적으로 삼았다.
신제국주의 시기 서방 강대국들(그리고 일본)은 아프리카와 아시아의 대부분을 제각기 정복했다. 신제국주의 조류는 강대국 간의 경쟁과, 새로운 자원과 시장을 찾고자 하는 경제적 욕구, 그리고 소위 "문명화 임무"라는 정신에 의해 추동되었다. 신제국주의 시기 강대국의 식민지가 된 지역들은 제2차 세계대전 이후의 탈식민시대에 대부분 독립을 획득한다.
19-20세기 제국주의를 "신"제국주의라 하는 것은 이 시기의 제국주의가 그 이전의 제국주의, 예컨대 고대의 정복제국이나 대항해시대로 대표되는 15-18세기의 제1기 식민주의와는 다르다는 것을 구분하기 위해 사용되는 표현이다. 제1기 식민주의 시대의 유럽 강대국들은 주로 아메리카와 시베리아(러시아의 경우)를 정복, 식민화했고, 아프리카와 아시아는 신제국주의 시대에 와서 본격 침탈이 시작되었다.

## 같이 보기
- 달러 외교
- 제국주의
- 국제 관계 (1814년-1919년)
- 러시아 제국